# 이현주 (정치인)
이현주(1965년~)는 대한민국의 교수 출신 정치인이며, 현재 더불어민주당중앙당후원회 부회장이다.

## 학력
- 단국대학교 대학원 도시계획학 석사
- 영남대학교 대학원 철학 박사
- 단국대학교 대학원 음악학 석사
- 경북대학교 음악학사

## 경력
- 2022년 11월 ~ 현재  더불어민주당 중앙당후원회 부회장

- 남북문화예술학회 편집위원회 학회장, 발행인

- 2021년 11월  더불어민주당 교육연수원 부원장

- 2019년 12월  문화예술 특별위원회 부위원장

- 2016년 8월 ~ 2017년 9월  더불어민주당 대구광역시당 여성위원장

- 2015년 2월 ~ 2016년 8월  더불어민주당 대구광역시당 부위원장

- 2004년 5월 ~ 현재  남북문화연구소 소장

- 2006년 4월 ~ 현재  남북경제문화협력재단 이사, 연구원 등

- 2017년 9월 ~ 현재  민주평화통일자문회의 자문위원

- 2014년 4월 ~ 현재  사) 남북문화교류협회 정책·연구분과 위원장

- 2010년 4월 ~ 현재  흥사단 흥민통 전국여성위원장, 현 고문

- 2007년 5월 ~ 2008년 2월   통일부 통일교육위원

- 2005년 4월 ~ 2005년 12월  문화체육관광부 대통령상경연대회 평가위원

- 2005년 3월 ~ 2005년 한국안보통일연구원 자문위원

- 2002년 2월 ~ 2007년 3월  아시아 대학교 교수

- 1997년 8월 ~ 2019년 2월 경북대학교, 조선대학교(01년~05년), 단국대학교(01년~05년), 건양대학교(01년), 용인대학교(09년) 시간강사

- 2004년 3월 ~ 2005년 2월  경북대학교여성총동창회 이사

- 2002년 12월 ~ 2008년 12월 한국전통음악학회 상임연구원

- 2000년 1월 ~ 2004년 1월  UCLA Korea Music Study Center 객원연구원

- 2000년 12월 ~ 2002.12월   한국전통음악학회 학술부장

- 1999년 1월 ~ 2001년 2월   사) 한국부인회 이사

- 19995년 10월  ~ 2000년 11월   사) 한국어린이집 원감

- 1988년 3월  ~ 2990년 7월     대구시립국악단 상임단원

## 국회의원 후보
2016.4 제20대 국회의원선거 더불어민주당 대구광역시 북구갑 국회의원 후보
2008.4 제18대 국회의원선거 통합민주당 대구광역시 북구갑 국회의원 후보

## 선거관련 경력
- 더불어민주당 20대 대선 중앙선대위 국가책임어르신행복위원회 부위원장

- 더불어민주당 20대 대선 중앙선대위 조직본부 부본부장

- 더불어민주당 19대 대선 중앙선대위 60년 민주당 계승 위원회 본부장

- 더불어민주당 19대 대선 중앙선대위 특보단 직능특보 수석 부단장

- 더불어민주당 대구 광역시당 부위원장

- 민주당 중앙당 통합수임기구위원

- 통합 민주당 대구시당 상무위원

- 통합 민주당 대구 북구 갑 지역위원장

## 수상
- 2011년 6월 1일 민주당 감사장 민주당 중앙당

- 2017년 7월 6일 민주당 표창장 1급 포상 민주당 중앙당

- 2000년 7월 6일 연변대학교 감사장 중국연변대학교

- 2000년 12월 16일 단국대학교 감사장 단국대학교 한국전통음악학회

- 2004년 1월 5일 UCLA 감사장 University of California at Los Angeles

- 2008년 5월 21일 민족평화상 국회 통일외교통상위원회

- 2009년 2월 24일 웨이크포레스트대학 감사장 Wake Forest University

- 2013년 2월 23일 텍사스텍대학교 박물관 감사장Texas Tech University

- 2017년 2월 24일 민화협 표창장민족화해협력범국민협의회

## 저 서
저서『한국 현대사회의 음악문화』
저서『북한음악과 주체철학』
저서『종횡무진 우리음악 10』
저서『수험생을 위한 국악이론과 그 실습』

## 연 구 실 적
박사학위 논문: 「북한음악의 변용과 철학사상적 근거」
석사학위 논문: 「북한 성악곡에 관한 연구 -북한민요를 중심으로-」

Korean Music in North korea and South Korea after Korean War    Texas Tech University
"与民同乐" 및 主體藝術의[실은 主體藝術에] 대한 硏究   『남북문화예술연구』16
音樂家이고 指揮家인 -樸祐              『남북문화예술연구』12
合唱 및 그 功能 特性에 대한 硏究              『남북문화예술연구』11
Scaffolding을 적용한 민요 수업 방안 고찰      『남북문화예술연구』9
≪間島新報≫ 및 그 音樂記事에 대한 硏究    『남북문화예술연구』8
≪꽃파는 처녀≫의 음악적 특성          『남북문화예술연구』6
「민족과 민족음악」           『동북아저널』
「북한음악의 정체성에 관한 연구」     『韓國傳統音樂學』제1호
민요식 노래가 줄고 주체철학이 음악을 통해 북한 주민에 전달     『北韓』 통권442
송가(頌歌)류의 확대와 청산리 정신의 대두    『北韓』 통권441
한국전쟁이후 전후복구시기     『北韓』 통권440
갈림길에 섰던 국악인들 :음악인에게 북한식 철학사상 강요와 창작은 국악적 요소 활용 지시  『北韓』 통권439
해방기 국악인들의 분노 :국악 명인들의 월북 도화선은 해방후 사회혼란과 좌익폭동    『北韓』 통권438
북한음악의 근간이 된 해방기 음악사적 사실 :'평양예술문화협회'의 강제해산과 순수예술의 단절 『北韓』 통권437
남북한의 민족음악 지향점은 달라도 의미는 상응   『北韓』 통권435